# Glypta concolor
Glypta concolor är en stekelart som beskrevs av Julius Theodor Christian Ratzeburg 1844. Glypta concolor ingår i släktet Glypta och familjen brokparasitsteklar. Inga underarter finns listade i Catalogue of Life.